# Астрономическая обсерватория имени В. П. Энгельгардта
Астрономическая обсерватория имени В. П. Энгельгардта Казанского государственного университета (АОЭ) — российская астрономическая обсерватория Казанского университета, расположенная в 20 км к западу от Казани в посёлке Октябрьский (Обсерватория) Зеленодольского района Татарстана на высоте 92 метра над уровнем моря. С 1903 года называется Энгельгардтовской обсерваторией. Директор — Хафизов Ленар Рашитович. С 2023 года АОЭ входит в Список Всемирного наследия ЮНЕСКО.

## История
Обсерватория расположена в 20 км к западу от Казани в посёлке Октябрьский (Обсерватория) Зеленодольского района Татарстана на высоте 92 метра над уровнем моря. Она была основана Дмитрием Ивоновичем Дубяго. Оборудование для обустройства обсерватории подарил Казанскому университету астроном Василий Павлович Энгельгардт в 1897 году. В 1899 году  начали строительство на участке казённой Красногорско‑Туринской дачи. Обсерватория открылась 21 сентября 1901 года. Первым архитектором-планировщиком был Фёдор Павлович Малиновский. С 1903 года называется Энгельгардтовской обсерваторией.
Весной 1904 года, для юстировки меридианного круга, приступили к установке мир. Для установки южной миры насыпали курган высотой 5,5 м. После смерти основатель обсерватории Д. И. Дубяго был похоронен в склепе, построенном на кургане по проекту архитектора Мюфке. В этом же склепе в 2014 году был перезахоронен русский ученый В. П. Энгельгардт, с 1915 года покоившийся на кладбище Дрездена.
В 1908 году построили каменную башню с вращающимся куполом для гелиометра, в 1914 году — павильон для астрографа. В 1929 году Авенир Александрович Яковкин, директор обсерватории, приобрёл 120-мм объектив фирмы Цейсс и объективную призму для астрографа Гейде, что позволило фотографировать звёздные поля и получать звёздные спектры. Фотоснимки хранятся в стеклянной библиотеке АОЭ, которая содержит десятки тысяч фотопластинок. А. А. Яковкин провёл на гелиометре большой ряд наблюдений, благодаря которым получил уточнённые значения физической либрации Луны.
Следующим директором был Мартынов Дмитрий Яковлевич. Его назначение совпало с переводом АОЭ в научно-исследовательский институт при КГУ. В 1943 году в обсерватории начал работать 38-см фотографический телескоп-рефлектор системы Шмидта, построенный в мастерских Казанского авиационного института и Казанского университета. Оптическую часть изготовили в Государственном оптическом институте под руководством Дмитрия Максутова. К сороковому году в АОЭ было построено новое каменное здание, в котором разместились лаборатория и библиотека, со временем полностью занявшая здание.
Во время Великой Отечественной войны Энгельгардтовская обсерватория продолжала работать: были получены сотни фотопластинок звёздных полей, комет, малых планет. 21 октября 1941 года сотрудники АОЭ под руководством Д. Я. Мартынова наблюдали полное солнечное затмение в Алма-Ате, и выполнили ряд важных спектральных наблюдений. С 1932 года в обсерватории проводятся наблюдения над изменяемостью широты. До 1945 года наблюдения проводили на пассажном инструменте, с 1946 года — на 90-мм зенит-телескопе Бамберга.
В 1950 году был закончен капитальный ремонт башни рефрактора. В 1957 году в Казани и в Энгельгардтовской обсерватории были организованы станции наблюдения ИСЗ. В 1989 году обсерватория заняла 20-е место в мире по активности наблюдений комет.
В 2013 году начал работать Планетарий АОЭ.
В 2021 году был открыт Музей Астрономической обсерватории Энгельгардта.
В 2023 году ЮНЕСКО включило Казанскую городскую Астрономическую обсерваторию и Астрономическую обсерваторию имени В. П. Энгельгардта в Список Всемирного наследия.

## Структура
Первый отдел ОАЭ — астрометрический, был основан в 1899 году. В 1932 году открылся астрофизизический отдел, в 1957 году — метеорный. В 1970 году была основана конструкторская группа АОЭ, которая занималась созданием новой наблюдательной и измерительной техники. В 1971 году был открыт лунный отдел, в 1989 году переименованный в отдел фотографической астрометрии .

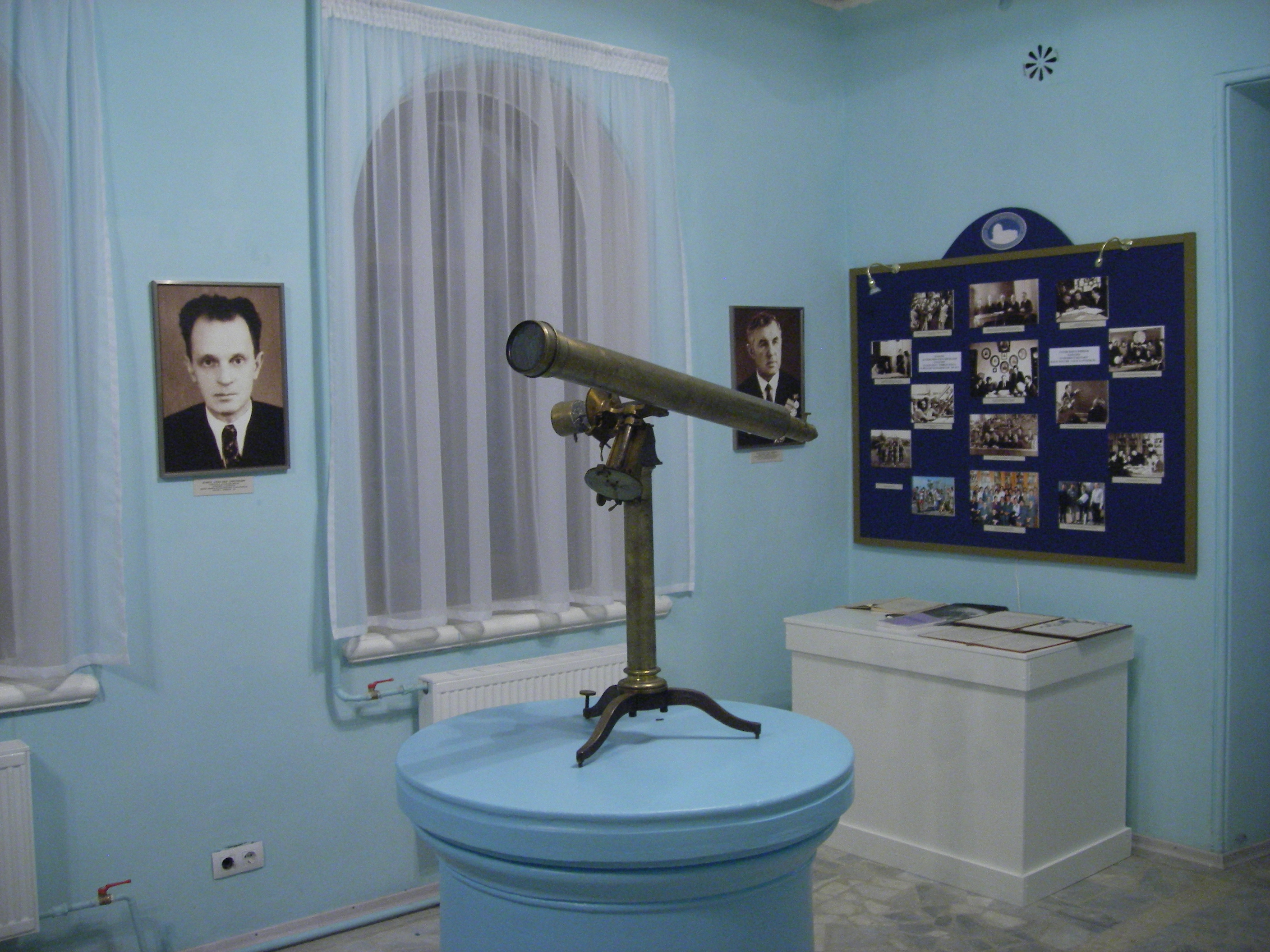
Музей обсерватории

## Руководство
1. 1901—1918: Дубяго, Дмитрий Иванович[6]
2. 1918—1925: Грачёв, Михаил Аврамиевич
3. 1925—1931: Яковкин, Авенир Александрович
4. 1931—1954: Мартынов, Дмитрий Яковлевич[12]
5. 1954—1958: Дубяго, Александр Дмитриевич
6. 1958—1976: Нефедьев, Анатолий Алексеевич
7. 1976—1991: Белькович, Олег Игоревич
8. 1991—2008: Сахибуллин, Наиль Абдуллович
9. 2008—2024: Нефедьев, Юрий Анатольевич
10. С 2024: Хафизов, Ленар Рашитович[13]

## Основные инструменты
Оборудование обсерватории:
- Гелиометр

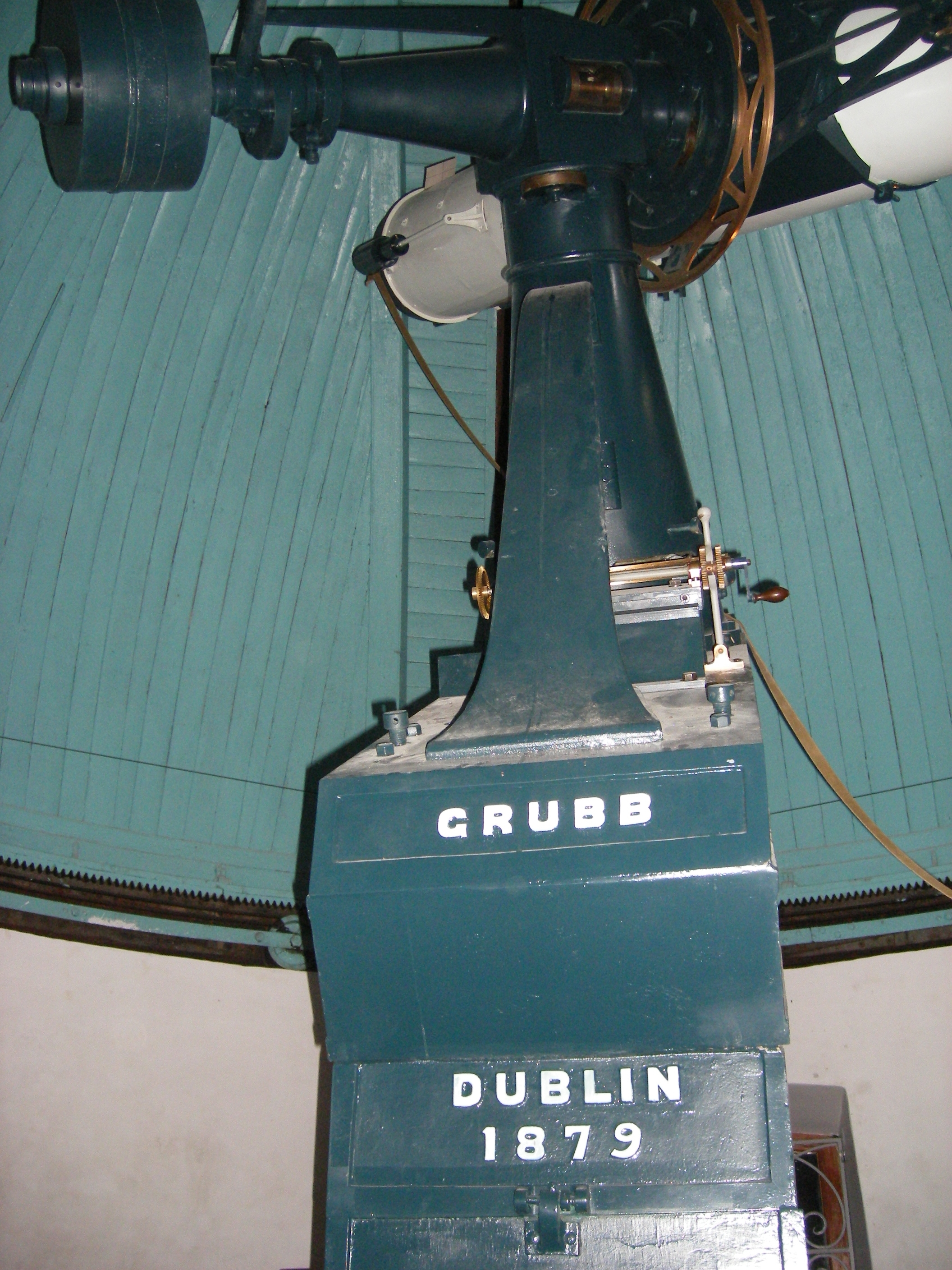
Телескоп Энгельгардта

- 90-мм зенит-телескоп Бамберга (1946 год)
- Зенит-телескоп ЗТЛ-180 (D = 180 мм, F = 2360 мм)
- Меридианный круг
- Рефрактор (на базе 12-дюймового экваториала Энгельгардта)
- 48-см рефлектор АЗТ-14 (D = 480 мм, F = 7715 мм)
- Астрограф Гейде (D = 120 мм) + объективная призма — для получения спектров звёзд
- АСТ-452 — менисковый телескоп Максутова (D = 350 мм, F = 1200 мм)[16]
- Астрограф АФР-18 (D = 200 мм, F = 2000 мм)